# Ashtanga (Vinyasa) Yoga
Ashtanga (Vinyasa) Yoga ist ein indisches Hatha-Yoga-System in der Tradition von T. Krishnamacharya, welches für westliche Schüler hauptsächlich Asana (Körperhaltungen) und Pranayama (Atemkontrolle) beinhaltet. Meditation wurde an westliche Schüler nur sehr selten unterrichtet. Es wird heute z. B. von Angehörigen der Familie von K. Pattabhi Jois im Ashtanga Yoga Nilaya (Schule und Wohnhaus der Familie Jois in Mysuru, Indien) oder von Manju P. Jois (in Encinitas, Kalifornien, USA) gelehrt und zählt zu den wichtigsten und ausgefeiltesten, aber auch schwierigsten Systemen des Hatha Yoga. Diese Methode des Ashtanga Yoga bedeutet u. a., den Atem zu synchronisieren mit sechs (in einer älteren, z. T. auch heute noch gebräuchlichen Zählweise: vier, in der von K. Pattabhi Jois ursprünglich unterrichteten Systematik: drei) festgelegten Serien von dynamisch ausgeführten Yogastellungen. Unterrichtet wird meist nur die erste Serie, („that part of the yoga method called roga (disease) chikitsa, which is useful for the cure of diseases“, K. Pattabhi Jois: Yoga Mala. North Point Press, New York 2002, S. 127) oder sogar nur ein Teil davon. Viele modernen Hatha-Yoga-Stile (alle „dynamischen“, „Power“, „Vinyasa“, „Flow“ etc., Stile) leiten sich aus diesem Yoga ab. 
Diese Schule des Hatha Yoga ist nicht zu verwechseln mit dem eher philosophischen System des Raja Yoga, das hauptsächlich auf den „Yoga Sutras“ von Patanjali aufbaut und für das auch der Ausdruck „Ashtanga Yoga“ verwendet wird. Genau betrachtet, versteht sich das Hatha-Yoga-System (mit den zwei Gliedern Asana und Pranayama) als ein Teil des philosophischen Systems (mit den acht Gliedern Yama, Niyama, Asana, Pranayama, Pratyahara, Dharana, Dhyana, Samadhi). 
Die bekanntesten indischen Schüler sind Manju P. Jois und Rangaswamy Sharath (der Sohn bzw. der Enkel von K. Pattabhi Jois). Zu den bekanntesten westlichen Schülern zählen David Williams, Nancy Gilgoff, David Swenson, Tim Miller, John Scott, Richard Freeman und Lino Miele.

## Geschichte
Es ist nicht bekannt, wie alt das System ist und wie lange es bereits mündlich überliefert wurde. Nach den Angaben des Sanskrit- und Yoga-Gelehrten Sri Tirumalai Krishnamacharya (1888–1989) ist die älteste geschriebene Quelle für dieses Ashtanga-Yoga-System das Manuskript „Yoga Korunta“ (Sanskrit für Yoga-Gruppen) von Vamana Rishi, der es vor Jahrhunderten auf Palmblättern beschrieben haben soll. Krishnamacharya fand nach eigenen Angaben eine Kopie des Manuskripts in der Bibliothek von Kalkutta. Er unterrichtete ab 1927 K. Pattabhi Jois und andere in diesem Yoga. Ab 1937 unterrichtete K. Pattabhi Jois selbst dieses Yoga am Sanskrit College in Mysore. 1948 gründete er das „Ashtanga Yoga Research Institute“ in seinem Wohnhaus in Mysore. 1964 hatte er seinen ersten westlichen Schüler (André van Lysebeth). 1973 begann er zum ersten Mal, einen Westler, David Williams, in das vollständige System einzuführen. Erst in den 1990er Jahren wurde es bekannter durch Prominente wie Madonna oder Sting. Heute gibt es in den meisten westlichen Ländern, einschließlich Deutschland, von der Familie Jois (d. h., von K. Pattabhi Jois, der Tochter Saraswathi, dem Sohn Manju oder dem Enkel Sharath) autorisierte Lehrer dafür. Das System hat sich über die Jahrzehnte, in denen es unterrichtet wurde, durch den starken Anstieg der Schülerzahlen z. T. verändert (anfänglich wurden in der Schule in Mysore nur sechs Schüler gleichzeitig unterrichtet, jetzt sind es manchmal über hundert). So werden Yoga-Philosophie oder Mantren aus Zeitmangel kaum noch unterrichtet. Auch die Individualisierung der Asana-Übungen für einzelne Schüler, die anfangs bei K. Pattabhi Jois normal war (vgl. Thomas Still: 1 Prozent Theorie. KDP, Seattle 2020, S. 163 ff.), ist heute weitgehend verschwunden.